# ベランジェール・アロー
ベランジェール・アロー（Bérangère Allaux、1981年 - ）は、フランスの女優である。

## 人物・来歴
1981年に生まれる。バスク地方やアメリカのニューヨーク、フランスのストラスブールで育つ。
1995年、フランスのヌーヴェルヴァーグの巨匠、ジャン＝リュック・ゴダールが、8月に撮影を開始した『フォーエヴァー・モーツアルト』のなかで、主人公を演じるヴィッキー・メシカが撮る映画『宿命のボレロ』の主演女優の役に抜擢し、映画界にデビューした。アローは、ストラスブール国立劇場（TNS）の学校に在籍していたため、同作は、同劇場でワールドプレミア上映を果たした。続いてゴダールがプロデュースしたロブ・トレゲンザ監督の『インサイド/アウト』にも出演したが、ゴダールがアローに対し、恋愛感情的執着を示したため、アローはそれを振り切った。以降、ゴダールとの関わりはない。
TNSでのワークショップでの姿は、ニコラ・フィリベール監督の『僕たちの舞台』（1999年）に収められている。C・S・リー監督の『センティメンタル・エデュケイション』（1998年）以降、同監督作品にしばしば起用されている。パトリス・ルコント、アラン・レネといった巨匠、グザヴィエ・ボーヴォワといった気鋭の監督の作品に起用されている。
エージェントはアンテルタラン（Intertalent）に所属している。

## フィルモグラフィ
- 『フォーエヴァー・モーツアルト』 For Ever Mozart : 監督ジャン＝リュック・ゴダール、1996年 - 「女優」役
- 『ソレイユ』 Soleil : 監督ロジェ・アナン、1997年 - ルイズ・ボンパール役
- 『インサイド/アウト』 Inside/Out : 監督ロブ・トレゲンザ、1997年 - モニク・フィリップ役
- 『センティメンタル・エデュケイション』 Sentimental Education : 監督C・S・リー、1998年 - 「女優」役
- 『僕たちの舞台』 Qui sait? : 監督ニコラ・フィリベール、1999年
- 『美しき冬』 Le bel hiver : 監督オリヴィエ・トレス、2000年
- 『中国から遠く離れて』 Far from China : 監督C・S・リー、2001年 - ナターシャ役
- 『ザ・カザレッツ』 The Cazalets : テレビ映画シリーズ
  - Episode #1.6 : 監督スリ・クリシュナーマ、2001年 - ミシェル役
- 『下りる裸体』 Nude, Descending... : 監督C・S・リー、2002年 - ジャンヌ役
- 『歓楽通り』 Rue des plaisirs : 監督パトリス・ルコント、2002年 - ヴィオレット役
- 『ルル』 Loulou : 監督セルジュ・エリサルド、短篇アニメーション、2003 - 声の出演
- 『巴里の恋愛協奏曲 (コンチェルト)』 Pas sur la bouche : 監督アラン・レネ、2003年 - 若い娘役
- 『ボロコ』 Boloko : 監督ファビアン・ガヤール、短篇映画、2004年
- 『若き警官』 Le petit lieutenant : 監督グザヴィエ・ボーヴォワ、2005年 - アントワーヌの妻・ジュリー・ドルーエール役
- 24 mesures : 監督ジャリル・レスペール、2007年 - マリー役
- Où sont nos amoureuses : 監督ロバン・オンジンジェ、2007年

## 註
1. ↑  「24h00.fr」サイト内の2007年12月4日付記事「Bérangère Allaux de Paris à Londres」に「26歳」とあることを参照。
2. 1 2  Bérangère Allaux de Paris à Londres, 24h00.fr, 2007年12月4日。
3. ↑  Glenn Kenny, Some Came Running, Jean-Luc Godard, Robert Brasillach, and Anti-Semitism: Some observations, June 24, 2008.
4. ↑  コリン・マッケイブ『ゴダール伝』、堀潤之訳、みすず書房、2007年6月9日 ISBN 4622072599, p.403.
5. ↑  ユニフランス公式サイト内の「Bérangère Allaux」の項の記述を参照。